# Heresznye
Heresznye (kroatisch Rasinja) ist eine ungarische Gemeinde im Kreis Barcs im Komitat Somogy.

## Geografische Lage
Heresznye liegt 52 Kilometer südwestlich des Komitatssitzes Kaposvár und 18 Kilometer nordwestlich der Kreisstadt Barcs, unmittelbar an der Grenze zu Kroatien und knapp einen Kilometer östlich des Flusses Dráva. Nachbargemeinden sind Vízvár und Bolhó.

## Geschichte
Im Jahr 1913 gab es in der damaligen Kleingemeinde 105 Häuser und 716 Einwohner auf einer Fläche von 1664 Katastraljochen. Sie gehörte zu dieser Zeit zum Bezirk Nagyatád im Komitat Somogy.

## Sehenswürdigkeiten
- Römisch-katholische Kirche Szent István király, erbaut 1935

## Verkehr
Durch Heresznye verläuft die Landstraße Nr. 6801. Es bestehen Busverbindungen über Vízvár nach Bélavár sowie über Bolhó, Babócsa und Komlósd nach Barcs. Die nächstgelegenen Bahnhöfe befinden sich in Vízvár und Babócsa.